# 诺罗沃-罗塔耶夫斯科耶农村居民点
诺罗沃-罗塔耶夫斯科耶农村居民点（俄语：Норово-Ротаевское сельское поселение）是俄罗斯联邦沃罗涅日州下杰维茨克区所属的一个农村居民点。其下辖有2个居民点，行政中心为格拉佐沃。据2016年统计，该农村居民点的人口为818人。